# Postpolitik
Postpolitik är ett begrepp som används för att beskriva ett politiskt tillstånd i vilket de traditionella ideologierna och den traditionella praktiken inom dessa ideologier har försvagats eller försvunnit - samtidigt som de finns kvar som symboler (partisymboler, politiska färger) eller varumärken (partier, politiska allianser).
Tillämpas för att visa en utveckling inom både den traditionella, partipolitiska, vänstern och högern. 
Ett postpolitiskt tillstånd beskrivs ofta som ett tillstånd under vilket de politiska partierna aktivt ägnar sig åt att marknadsföra sig som varumärken, eller marknadsföra enskilda politiker, samtidigt som det politiska arbetet i båda blocken i huvudsak är passivt administrativt, pragmatiskt och realpolitiskt, och utan tydliga idealogiska eller praktiska skillnader.